# Беспалово (Усть-Пристанський район)
Беспа́лово (рос. Беспалово) — село у складі Усть-Пристанського району Алтайського краю, Росія. Входить до складу Усть-Пристанської сільської ради.

## Населення
Населення — 23 особи (2010; 54 у 2002).
Національний склад (станом на 2002 рік):
- росіяни — 98 %